# هیپررفلکسی
هیپررفلکسی (Hyperreflexia) به معنای افزایش بیش از حد رفلکس‌ها است. اسپاسم یا پرش‌های عضلانی نمونه‌هایی از هیپررفلکسی هستند که دال بر بیماری سلول‌های نورون محرکه فوقانی و همچنین کاهش کنترل مراکز عالی مغز بر مسیرهای عصبی پایین‌تر هستند.

## طبقه‌بندی
هیپررفلکسی یه وضعیت تهدیدکننده حیات است که بایستی به عنوان اورژانس پزشکی در نظر گرفته شده و سریع به آن پرداخته شود. این حالت زمانی بروز می‌کند که در یک فرد دچار آسیب نخاع در محدوده بالاتر از T5-6 , فشار خون به دنبال فعالیت بیش از حد دستگاه عصبی خودکار بسیار بالا می‌رود. هیپررفلکسی که دیس رفلکسی اتونوم هم خوانده می‌شود، حالتی است که منحصر به بیماران دچار آسیب نخاعی در سطوح بالاتر از سطح توراسیک 5 (T-5) است. اگر سریع به این بیماران رسیدگی نشود، این حالت می‌تواند به تشنج، سکته مغزی و حتی مرگ بینجامد. هیپررفلکسی به معنای فعالیت بیش از حد دستگاه عصبی خودکار است. گاه برخی تحریکات وارد شده به بدن (مانند مثانه‌ای که بیش از حد پر شده‌است) نیز می‌تواند به این حالت منجر شود. محرک‌ها باعث ایجاد تکانه عصبی می‌شوند که در نخاع حرکت می‌کنند تا به مغز برسند ولی چون آسیبی در مسیر وجود دارد، تکانه‌ها نمی‌توانند به مغز برسند که این مسئله باعث فعال شدن رفلکسی می‌شود که نتیجه آن افزایش فعالیت سمپاتیک است. این مسئله باعث افزایش فشار خون می‌گردد.

## علت ها
محرک‌های بسیاری می‌توانند به هیپررفلکسی منجر شوند. شایع‌ترین علت هیپررفلکسی، آسیب نخاع است. دستگاه عصبی این بیماران به محرک‌هایی که برای افراد سالم، مشکلی محسوب نمی‌شوند پاسخ‌های افراطی می‌دهند. علل دیگر عبارتند از:
- سندرم گیلن-باره
- عوارض جانبی داروها
- ترومای شدید سر و آسیب‌های دیگر مغز
- مصرف داروهای محرک از جمله کوکائین و آمفتامین ها

موارد زیر نیز بسیاری از علائم هیپررفلکسی اتونوم را به همراه دارند، اما علت زمینه ساز آن‌ها متفاوت است:
- سندرم کارسینوئید
- سندرم نورولپتیک بدخیم (این حالت توسط برخی داروها ایجاد شده و تب بالا، خواب آلودگی و سفتی عضلات همراه است)
- سندرم سروتونین
- طوفان تیروئیدی

هیپررفلکسی می‌تواند علل دیگری نیز داشته باشد از جمله: برخی داروها، هیپرتیروئیدی، اختلالات الکترولیتی و سندرم ری (Reye Syndrom)
مواردی که در هیپررفلکسی باید مدنظر قرار گیرد عبارتند از:

### مثانه
- اتساع بیش از حد یا تحریک دیواره مثانه
- عفونت ادراری
- احتباس ادراری
- انسداد کاتتر
- پرشدن بیش از حد کیسه ادرار در افراد دارای کاتتر

### روده ها
- تحریک یا اتساع بیش از حد روده‌ها
- یبوست
- هموروئید یا شقاق مقعد
- عفونت‌های گوارشی (از جمله آپاندیسیت)

### بیماری‌های پوستی
- هرگونه تحریک مستقیم در زیر سطح آسیب (مانند فشار طولانی مدت ناشی از وجود اشیای مزاحم در کفش، خراشیدگی، بریدگی، کوفتگی)
- سوختگی
- لباس‌های تنگی که فشار زیادی به بدن میاورند

### فعالیت جنسی
- تحریک بیش از حد در طی فعالیت جنسی
- زایمان
- کرامپ‌های قاعدگی

### سایر موارد
- دردهای شکمی (برای نمونه زخم معده و پریتونیت)
- شکستگی‌های استخوانی

## علائم
- اضطراب و نگرانی
- اختلالات مثانه یا روده‌ای
- تاری دید
- غش
- تب
- گرگرفتگی
- تعریق شدید
- نبض نامنظم
- احساس سبکی سر و سرگیجه
- اسپاسم عضلانی
- احتقان بینی
- سردردهای شدید

گاه حتی با وجود بالا بودن فشار خون، فرد هیچ علامتی ندارد.
سایر علائم عبارتند از:
- تعریق در بالاتر از سطح آسیب
- آهسته شدن نبض
- سیخ شدن موها

## درمان
برای جلوگیری از ایجاد عوارض، درمان باید سریع آغاز شود.
درمان عموماً شامل رفع علت ایجادکننده است، به عنوان مثال چک کردن کاتتر ادراری.